# NGC 273
NGC 273 је лентикуларна галаксија у сазвежђу Кит која се налази на NGC листи објеката дубоког неба.
Деклинација објекта је - 6° 53' 8" а ректасцензија 0h 50m 48,4s. Привидна величина (магнитуда) објекта NGC 273 износи 12,9 а фотографска магнитуда 13,9. NGC 273 је још познат и под ознакама MCG -1-3-19, PGC 2959.